# Chlorodrepanis stejnegeri
L'amakihi di Kauai o, più correttamente, ʻamakihi di Kauaʻi (Chlorodrepanis stejnegeri (Wilson, 1890)) è un uccello passeriforme della famiglia Fringillidae.

## Etimologia
Il nome scientifico di questi uccelli, stejnegeri, venne scelto in omaggio allo zoologo norvegese Leonhard Hess Stejneger.

## Descrizione

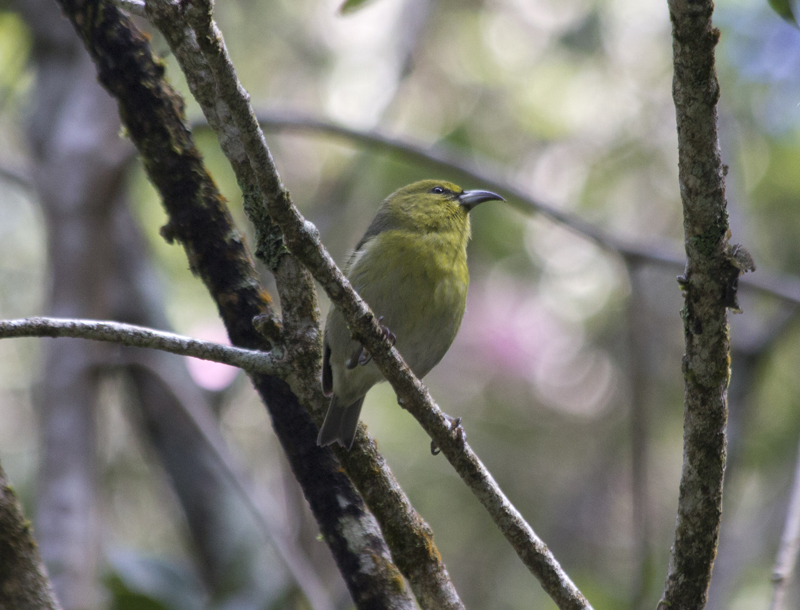
Esemplare in natura.

### Dimensioni
Coi suoi 11 cm di lunghezza, per un peso di 15-20 g, l'amakihi di Kauai rappresenta la specie di maggiori dimensioni nel suo genere di appartenenza.

### Aspetto
Si tratta di uccellini dall'aspetto massiccio, con testa rotonda e corpo paffuto, muniti di un piccolo becco conico e incurvato verso il basso: in questa specie, il becco risulta comunque più grande e incurvato rispetto agli altri amakihi.

La livrea si presenta di color verde oliva su vertice, dorso, ali e groppa, con le penne remiganti e la coda di colore nerastro, mentre testa, gola, petto e ventre sono di colore giallino ed il sottocoda è di colore bianco sporco: la faccia presenta una mascherina nera che dai lati del becco raggiunge gli occhi, che sono di colore bruno scuro, mentre zampe e becco sono nerastri. Il piumaggio è simile nei due sessi, con le femmine che presentano livrea dalle tinte più smorte e mascherina facciale meno estesa ed evidente rispetto a quanto osservabile nei maschi.

## Biologia
Si tratta di uccellini diurni e piuttosto vivaci, che si muovono fra i rami alla ricerca incessante di cibo, in coppie o in piccoli gruppi familiari i cui componenti si tengono in contatto fra loro mediante pigolii continui.

### Alimentazione
La dieta di questi uccelli è composta per metà da insetti e altri piccoli invertebrati e per metà da materiale di origine vegetale (nettare, frutti e bacche): durante la ricerca di cibo, l'amakihi di Kauai percorre in lungo e in largo i rami degli alberi, spesso rimanendo appeso a testa in giù per ispezionarne anche la parte inferiore, e servendosi del becco adunco sonda le fessure della corteccia o buca le basi di fiori e boccioli per suggere il nettare o portare allo scoperto i piccoli animali che vi si annidano. Una buona parte della sua dieta si compone di frutti e nettare di una specie introdotta, la banana-poka (Passiflora tarminiana).

### Riproduzione
La specie può riprodursi durante tutto l'arco dell'anno, e forma coppie che rimangono insieme per lungo tempo: durante il periodo degli amori, il maschio corteggia la femmina saltellandole attorno con insistenza e seguendola mentre emette dei trilli e facendole delle offerte di cibo, fino a quando essa non risponde alle sue attenzioni dando la disponibilità all'accoppiamento.
Il nido viene costruito da ambo i partner (con la femmina che svolge la maggior parte del lavoro) su un albero di ohia, ed ha forma a coppa: al suo interno la femmina depone generalmente tre uova, che essa provvede da sola a covare (mentre il maschio stazione nei dintorni e si occupa di procurare il cibo) per circa due settimane. I nidiacei, ciechi ed implumi alla schiusa, vengono accuditi da entrambi i genitori, e si involano a circa due settimane e mezzo dalla schiusa, pur continuando a stazionare presso i genitori ancora per lungo tempo.
La speranza di vita di questi uccelli è attorno ai 9 anni.

## Distribuzione e habitat
Come intuibile dal nome comune, l'amakihi di Kauai è endemico dell'isola hawaiiana di Kauai, della quale abita attualmente le aree di foresta primaria a prevalenza di koa e soprattutto ohia lehua al di sopra dei 600 m di quota nella zona nord-occidentale dell'isola, mentre in passato questo uccello popolava l'intera isola.

## Tassonomia
Inizialmente ascritto al genere Viridonia, fino al 1995 l'amakihi di Kauai è stato considerato una sottospecie dell'amakihi di Hawaii, a sua volta ascritto al genere Hemignathus: con l'elevazione al rango di specie a sé stante, si creò il problema della sinonimia col preesistente H. stejnegeri, con la conseguente nuova denominazione dell'amakihi di Kauai in Hemignathus kauaiensis. Con l'ascrizione al genere Chlorodrepanis, la sinonimia è decaduta e si è potuti ritornare ad utilizzare il nome precedente, C. stejnegeri.